# Elena Belova (biathlon)
Pour les articles homonymes, voir Belova et Elena Belova.
Elena Pavlovna Belova (en russe : Елена Павловна Белова), née le 25 juillet 1965 à Magnitogorsk, est une biathlète soviétique, puis russe. Elle est double médaillée de bronze olympique.

## Biographie
Elle commence sa carrière avec l'équipe soviétique à la fin des années 1980 et monte directement sur le podium pour sa première apparition dans la Coupe du monde à Kontiolahti. En 1991, elle devient double championne du monde en relais et par équipes.
Elle a notamment remporté deux médailles de bronze olympique lors des Jeux olympiques d'hiver de 1992 à Albertville en France, une en relais sur 3 × 7,5 km avec Elena Melnikova et Anfisa Reztsova et une en sprint sur 7,5 km. Lors de ces Jeux elle concourait sous les couleurs de l'Équipe unifiée. Elle a également remporté deux titres mondiaux en relais 3 × 7,5 km et en course par équipes.
En 1992-1993, elle court désormais sous les couleurs russes, remportant deux médailles de bronze aux Championnats du monde, sur le sprint et le relais.

## Palmarès

### Jeux olympiques d'hiver
| Nat.                        | Épreuve / Édition   | Individuel | Sprint                              | Relais                              |
| --------------------------- | ------------------- | ---------- | ----------------------------------- | ----------------------------------- |
| Équipe unifiée de l’ex-URSS | JO 1992 Albertville | -          | Médaille de bronze, Jeux olympiques | Médaille de bronze, Jeux olympiques |

### Championnats du monde
| Nat.                        | Mondiaux \ Épreuve | individuel     | Sprint                    | Relais                    | Course par équipes       |
| --------------------------- | ------------------ | -------------- | ------------------------- | ------------------------- | ------------------------ |
| Union soviétique            | 1991 Lahti         | -              | 7e                        | Médaille d'or, monde      | Médaille d'or, monde     |
| Équipe unifiée de l’ex-URSS | 1992 Novossibirsk  | JO Albertville | JO Albertville            | JO Albertville            | Médaille d'argent, monde |
| Russie                      | 1993 Borovets      | 40e            | Médaille de bronze, monde | Médaille de bronze, monde | 5e                       |
| Russie                      | 1994 Canmore       | JO Lillehammer | JO Lillehammer            | JO Lillehammer            | Abandon                  |

### Coupe du monde
- Meilleur classement général : 14e en 1992 et 1993.
- 6 podiums individuels : 3 deuxièmes places et 3 troisièmes places.